# Kamianki-Czabaje
Kamianki-Czabaje is een plaats in het Poolse district  Siedlecki, woiwodschap Mazovië. De plaats maakt deel uit van de gemeente Przesmyki en telt 200 inwoners.